# Departamento Ambato
Ambato es un departamento en la provincia de Catamarca en el noroeste de Argentina. Tiene una superficie de 1761 km² y en su totalidad presenta un relieve de tipo serrano.

Administrativamente se divide en 7 distritos: El Rodeo, Las Juntas, La Puerta, Los Varela, El Bolsón, Singuil y Los Castillos.

## Toponimia
Según algunos autores, su nombre proviene de la expresión kakán An-Huatu que significa "hechicero del alto" y guarda relación con el cerro más elevado de la zona, el Manchao. Otras versiones indican que proviene de la palabra quichua Hamppatu o Ampatu, que significa “Cerro Sapo”.

## Relieve y clima
El departamento presenta en su totalidad un relieve de tipo serrano, correspondiente a la región de las Sierras Pampeanas. La altura máxima es el cerro Manchao (4500 m s. n. m.). Dentro de Ambato se encuentra la naciente del río del Valle y la mayor parte de su cuenca, formada por distintos ríos y arroyos.
Ambato pertenece a la región de clima árido de sierras y bolsones, pero debido a los numerosos cursos de agua, se crea un microclima más húmedo, con precipitaciones anuales promedio de 350 mm, básicamente en los meses de verano. Estas condiciones favorecen el desarrollo de abundante vegetación serrana.

## Población
Contó con 5129 habitantes (Indec, 2022), lo que representó un incremento del 14.9% frente a los 4463 habitantes (Indec, 2010) del censo anterior.
| Gráfica de evolución demográfica de Departamento Ambato entre 1991 y 2022 |
|                                                                           |
| Fuente: Censos nacionales del INDEC                                       |

## Localidades y parajes

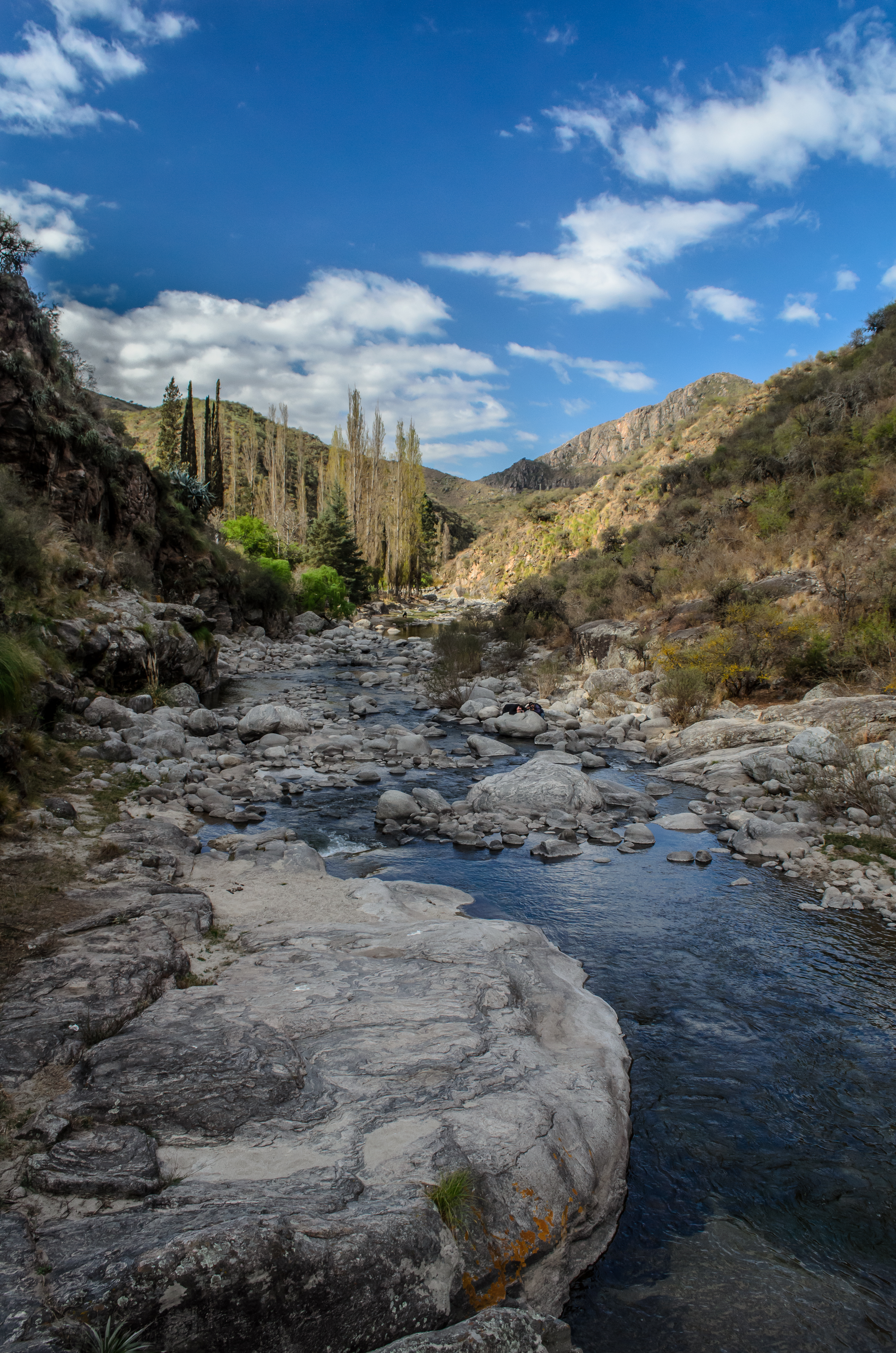
Paisaje típico serrano, en cercanías de Las Juntas.

| Localidades | Parajes |
| - Chuchucaruana - Colpes - El Bolsón - El Rodeo - Huaycama - La Puerta - Las Chacritas - Las Juntas - Los Castillos - Los Talas - Los Varela - Singuil | - Cerco del Palo - Chavarría - El Chorro - El Faldeo - El Parque - El Polear - El Tabique - Humaya Norte - Humaya Sur - La Aguada - La Isla - La Quebrada - La Quebradita - La Rinconada - Las Agüitas - Las Burras - Las Cañadas - Las Higueras - Las Piedras Blancas - Loma Cortada - Loma de las Tordillas - Los Narváez - Los Navarros - Los Potrerillos - Puesto El Medio - Puesto Gracián - Puesto Mascareño - Puesto Serafín - Río de las Casas Viejas - Rodeo Grande - Villa El Alto |

## Sismicidad
La sismicidad de la región de Catamarca es frecuente y de intensidad baja, y un silencio sísmico de terremotos medios a graves cada 30 años en áreas aleatorias. Sus últimas expresiones se produjeron:
- 22 de septiembre de 1908 (116 años), a las 17.00 UTC-3, con 6,5 Richter, escala de Mercalli VII; ubicación 30°30′0″S 64°30′0″O / -30.50000, -64.50000; profundidad: 100 km; produjo daños en provincia de Córdoba, y en el sur de las provincias de Santiago del Estero, La Rioja y de Catamarca[8]

- 3 de noviembre de 1973 (51 años), a las 14.17 UTC-3 con 5,8 Richter: además de la gravedad física del fenómeno se unió el desconocimiento absoluto de la población a estos eventos recurrentes

- 7 de septiembre de 2004 (20 años), a las 8.53 UTC-3, con una magnitud aproximadamente de 6,5 en la escala de Richter (terremoto de Catamarca de 2004)[7]